# Jorge Luis Herrera
Jorge Luis Herrera (Ciudad de México, 7 de octubre de 1978) es un escritor, periodista cultural y editor mexicano. También es fotógrafo autodidacta.
Es doctor en Letras (UNAM), maestro en Letras mexicanas (UNAM) y licenciado en Historia del arte (CAM). En 2001 cofundó y codirigió la revista de arte contemporáneo Zapatearte. De 2002 a 2008 fue editor, redactor y miembro del comité editorial del entonces portal educativo de la Subsecretaría de Educación Básica de México (sepiensa.org.mx). También se ha desempeñado como editor independiente, por ejemplo, en 2014 fue editor invitado ⎯junto con Luz Elena Zamudio Rodríguez⎯ del número especial de la revista Romance Notes titulado Escritoras mexicanas del siglo XXI. Miradas líquidas fragmentadas, publicado por la Universidad de Carolina del Norte en Chapel Hill, Estados Unidos; como jurado de concursos literarios, para instituciones como la UNAM y la UAM; y como dictaminador para diversas revistas, editoriales e instituciones de México y del extranjero, como La Colmena, Cuadernos de Aleph. Revista de Filología Hispánica, editorial Santillana y la Secretaría de Educación Pública (en procesos de selección de libros para las Bibliotecas de Aula y Escolares). Desde septiembre de 2017 trabaja con Subdirector de Lenguaje y Comunicación en la Dirección General de Desarrollo Curricular de la Subsecretaría de Educación Básica de México, donde ha colaborado en diversas estrategias y proyectos educativos de carácter nacional; por ejemplo, entre agosto de 2020 y enero de 2021, durante la pandemia de Covid-19, fungió como coordinador de sexto grado de primaria de la estrategia nacional Aprende en casa II, es decir, coordinó la elaboración de 200 clases-programas televisivos de Lengua materna. Español, Historia, Geografía, Ciencias Naturales y Matemáticas, y, entre febrero y junio de 2021, escribió los guiones televisivos de 41 programas de Aprende en casa III de Lengua materna. Español para sexto grado de primaria.
Ha impartido conferencias, presentado sus libros, expuesto fotografías y participado en congresos y coloquios internacionales de literatura y de artes plásticas en ciudades como Agen (Francia), Alicante (España), Barcelona (España), Berlín (Alemania), Ciudad de México, Lublin (Polonia), Mérida (México), La Paz (Bolivia), Sevilla (España), Tijuana (México) y Zacatecas (México).
Ha participado en distintos talleres de creación literaria (con distinguidos escritores como Mario Bellatin) y ha colaborado con cuentos, ensayos, artículos de divulgación, reseñas, entrevistas, fotografías y crónicas en múltiples libros como Disidencias en la literatura hispánica (Alicante: Universitat d’Alicant, 2020), El texto de las mil caras. Hibridismo y nuevas tendencias en la literatura española e hispanoamericana (Sevilla: Editorial Renacimiento, 2018), Tuércele el cuello al cisne. Las expresiones de la violencia en la literatura hispánica contemporánea (siglos XX y XXI) (Sevilla: Editorial Renacimiento, 2016), Del inconveniente de haber nacido en México (México: Editorial Piedra Bezoar, 2016), Narrativas de la violencia. Representaciones en las literaturas hispánicas. Guerra, sociedad y familia (Sevilla: Universidad Maria Curie-Skłodowska/Editorial Padilla Libros, 2015), Hacerle al cuento. Antología (México: Amarillo Editores, 2015), Pasiones desde ring side. Literatura desde la lucha libre (México: Universidad Michoacana de San Nicolás de Hidalgo, 2011), Para repasar el círculo. Poesía reunida de Juan Manz (1996-2007) (México: APALBA / Instituto Sonorense de Cultura, 2007) y Lo monstruoso es habitar en otro. Encuentros con Inés Arredondo (México: UAM / JP, 2005); en el suplemento cultural “El Ángel” del periódico Reforma; en las revistas Barca de palabras, El Búho, Casa del tiempo, Ciencia Ergo Sum, La Colmena, Crítica, Desarrollo académico, Lenguaraz, Literal, Luvina, Opción, Pliego 16, La Palabra y el Hombre, Romance Notes, Ritmo. Imaginación y crítica, Siempre!, Texto crítico, Tierra adentro, Trajín literario, Los universitarios y Yuku Jeeka; y en los portales Biblioteca Virtual Miguel de Cervantes, Sepiensa y ZapateArte; además, ha realizado los textos introductorios para varios catálogos de exposiciones de artes plásticas y de fotografía, en México y en el extranjero.
Pertenece a la generación de los narradores mexicanos nacidos en los años setenta, cuyas obras se caracterizan, entre otras cosas, por el uso recurrente de la intertextualidad, la metaficción y el multimedia (en particular la web); por la presencia de la ironía, lo grotesco, lo absurdo, lo extraño, lo extraordinario; y por los cuestionamientos y las puestas en crisis de las ideas y los valores de su época. Respecto a los vínculos específicos entre la obra de Jorge Luis Herrera y la de los miembros de su generación, Alfredo Pavón encuentra —luego de analizar L@ Virgen del Internet y La nariz de Gogol— diversos rasgos que lo vinculan “quiéralo o no, a una generación precisa, la de los narradores nacidos en los setenta, entre los cuales se puede citar a Fernanda de Teresa, Jorge Harmodio Juárez, Julieta García González, Alain-Paul Mallard, Juan José Rodríguez, Alan Cervantes”.

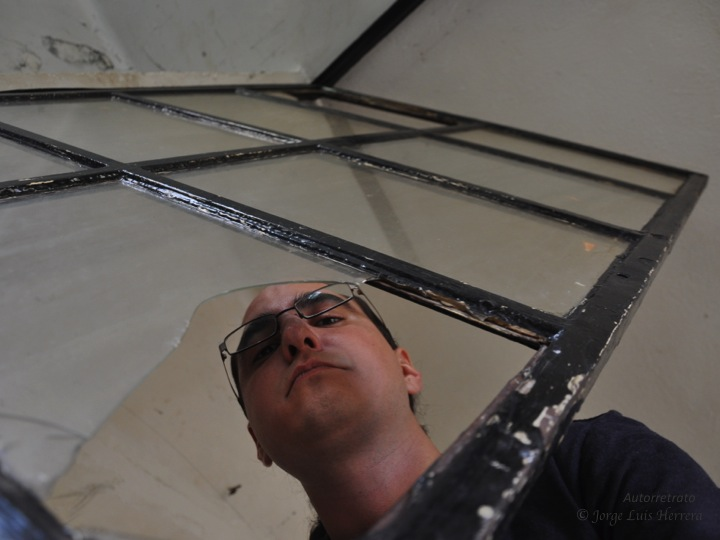
Autorretrato

## Sobre su obra de ficción
La obra de ficción de Jorge Luis Herrera se distingue por la frescura y la originalidad de sus temáticas y de sus respectivos tratamientos, que son irónicos, lúdicos y, al mismo tiempo, reflexivos y críticos. En general, los narradores y los personajes de sus obras manifiestan una postura irónica ⎯en ocasiones cáustica⎯ de la naturaleza humana, la sociedad y las instituciones (uno de sus blancos favoritos es la Iglesia católica). Así, se plantean constantes cuestionamientos y reflexiones alrededor de temas como la locura, la soledad, la violencia, la sugestión, la necesidad de creer en seres superiores y el sinsentido de la existencia. La relevancia de la ironía en la obra de Jorge Luis Herrera ha sido señalada, por ejemplo, por Raquel Mosqueda-Rivera en relación con La Virgen del Internet: “Me importa destacar la paradoja que presenta la excelente novela de Herrera: cuestionar la fe mediante la ironía y, más sugerente aún, conseguir lo contrario, poner a prueba la ironía en una de sus expresiones más acabadas: el escepticismo, por medio de la fe”. Asimismo, en relación con la ironía en roja., Adriana Haro-Luviano de Rall sostiene: “En general, [...] permite observar desde el humor negro y la ironía —elementos esenciales de la creación literaria de Jorge Luis Herrera— tanto la crueldad, la frialdad y la ridiculez de la conducta de los seres humanos como la perspectiva de los personajes y del lector, quien, en este caso, juega el rol de observador, de mirón, como los hombres de la fotografía de Metinides”.

Además, en la obra de ficción de Jorge Luis Herrera quedan de manifiesto su afán experimental (sobre todo de aspectos formales), su gusto por plantear retos al lector y el uso constante de recursos autoficcionales, metaficcionales e intertextuales; al respecto, Osmar Sánchez Aguilera afirma: “Jorge  Luis  Herrera se ha caracterizado en sus ficciones por acompañarse, una vez y otra, de un posicionamiento irreverente y cierta ansiedad experimental”. Respecto al empleo de la intertextualidad en La Virgen del Internet, Alfredo Pavón afirma: “[...] mantiene franco diálogo con la Biblia, el mito católico de la Guadalupana y textos de San Juan de la Cruz, San Pablo y Peter Greenaway, además de las continuas referencias a personajes literarios y personas reales, como en el ejemplo de Anacleto Morones Íñiguez, construido a partir de Anacleto Morones de El llano en llamas de Juan Rulfo y el arzobispo de Guadalajara: Juan Sandoval Íñiguez”. A su vez, Osmar Sánchez Aguilera afirma lo siguiente en su análisis sobre Cotard: el secuestrador. (Fragmentos de una novela): “¿Hasta  dónde  llega  la  novela?,  ¿qué  requisitos  mínimos  debe  conservar  para  no  transgredir  sus  señas básicas de identidad, si es que la puesta a prueba de sus límites no es una de sus principales características?, ¿cuál es su máxima capacidad para absorber otros géneros o mimetizarse con ellos?... Estas preguntas se imponen ante el libro de Jorge Luis Herrera (y Zamudio). Ya desde su título, o acaso más bien desde su subtítulo, Cotard: el secuestrador. (Fragmentos de una novela), pone a prueba nuestra brújula genérico-literaria y deja en clara su problematización: ¿el término “fragmentos” se usa porque señala su propósito de presentar una escritura segmentaria?, ¿o porque fue lo único que pudo rescatarse de todo un proyecto? Veintidós textos —que no capítulos— integran este libro, correspondientes a géneros diversos, como el cuento, el apunte de diario, el poema, el fragmento suelto, la fábula (aunque sin  moraleja), el palíndromo... ¿Cómo orientarse entonces con respecto a la obra? Ciertamente, no habría por qué pensar en el género novela si no fuera por el deslizamiento, algo travieso o desafiante, de ese indicio en el subtítulo. Los textos están organizados en seis secciones  de carácter misceláneo, digresivo o, si se prefiere, experimental. Aunque una primera y tímida aproximación a la obra da la sensación de unidad entre sus elementos, no es suficiente para contrarrestar la impresión contraria”.

Otro evidencia del afán experimental de Jorge Luis Herrera, así como de su tendencia a problematizar las ideas, los conceptos, los géneros, etcétera, es su propuesta fotoliteraria Viaje por los viajes o Historia de amor entre Maniquí y Rey feo en la que crea un género al que denomina “cuentofoto” y sobre el que explica lo siguiente (entre otras cosas): “Seleccioné cuarenta y nueve fotografías, capturadas entre 2002 y 2017 con cámaras analógicas y automáticas, a color y en blanco y negro (tuve la tentación de convertir todas a blanco y negro, pero preferí respetar el modo en que las tomé). Los criterios para la selección fueron la composición y el encuadre, pues aspiro a transmitir sensaciones e ideas particulares (por ello, en algunas imágenes también resalté el ritmo) […] el siguiente reto en la hechura de este proyecto fue hallar la forma de enlazar la fotografía con la literatura. Opté por escribir un cuento tanto por ser uno de mis géneros predilectos como por considerar que sus características eran las idóneas para mi propósito. Confieso que me representó un gran desafío concebir el texto a partir de imágenes variopintas. Primero redacté frases espontáneas, con un aliento poético, que aludían —directa e indirectamente— a las fotos. De este modo, luego de observar una y otra vez las imágenes, así como de leer y releer los enunciados que iba escribiendo y reescribiendo, fui hallando las situaciones, personajes e ideas que me permitieron descubrir la historia oculta en mi serie (esta etapa me tomó cerca de seis meses). Así logré vislumbrar diversos vínculos entre las fotografías, lo que les otorgó un sentido narrativo y, por ende, un orden. Durante este proceso me fui percatando de que el texto era una especie de cuento infantil para adultos y de que la exposición debía convertirse en libro.
	El último tema que quiero abordar en este escrito es el del término para denominar a una obra como la mía; al principio la llamaba fotocuento por tratarse de una narración textual corta que se complementa y se potencia gracias a un conjunto de imágenes; sin embargo, a diferencia de mi propuesta, en el fotocuento —igual que en la fotonovela— el texto se estructura con viñetas y se inserta en globos, como en un cómic. Además, el procedimiento para elaborar un fotocuento es contrario al que yo seguí (mi metodología fue definida de manera natural e inesperada), pues primero se redacta una historia y después se buscan o se crean los elementos gráficos que la acompañan. Por ello, mientras materializaba mi proyecto fue resultándome cada vez más conflictivo el concepto fotocuento y, luego de dialogar sobre el asunto con Ana Clavel, confirmé que Viaje por los viajes o Historia de amor entre Maniquí y Rey feo es algo distinto que, según yo, carece de un nombre particular. En consecuencia busqué una palabra más adecuada y, basado en la disimilitud esencial entre uno y otro: el orden para la elaboración, me atreví a denominarlo ‘cuentofoto’ (el otro gran distintivo es que en mi ‘cuentofoto’ el texto y las fotografías se acompañan y conversan, pero no se tocan)”.

Asimismo, son frecuentes las referencias a obras de otras disciplinas artísticas (pictóricas, musicales y cinematográficas, principalmente). Itzel Rodríguez Mortellaro opina sobre el asunto, en relación con el libro Viaje por los viajes o Historia de amor entre Maniquí y Rey feo: “[…] a pesar de que la pasión principal de Jorge Luis Herrera son las letras, sus visiones literarias se enriquecen con la imaginación artística que cultivó durante sus años de estudio de historia del arte. El movimiento dadá y en particular el surrealismo pictórico, se reconocen en las tensiones que aguardan al lector de Viaje por los viajes… Los entrañables amantes de este cuentofoto, Maniquí y Rey feo, son asiduos personajes de narrativas textuales y visuales del siglo XX en las que lo inanimado y la fealdad aportan el alma y el corazón de muchas de las historias de amor y humanidad. En ese sentido, la humanidad es más auténtica cuando se manifiesta en lo monstruoso, y el mayor descubrimiento sucede cuando se develan los secretos y maravillas inscritos en la textura del mundo: bruma, reflejos, oscuridad, piedra, raíces, agua, nubes, hojas. Estas aspiraciones, propias de una sensibilidad digamos surrealizante, también se perciben en este libro”.
Sus narraciones también destacan por la pulcritud de su prosa y por su capacidad para generar tensión.

## Sobre su labor como investigador
Su especialidad en investigación incluye literatura mexicana (sobre todo narrativa) y artes plásticas mexicanas del siglo XX y principios del XXI.
Ha dedicado múltiples ensayos, artículos y reseñas a la obra de escritores y escritoras mexicanas de los siglos XX y XXI, como César Arístides, Inés Arredondo, Nellie Campobello, Ana Clavel, Amparo Dávila, Carlos Fuentes, Ricardo Garibay, Julieta García González, Margo Glantz, Jorge Ibargüengoitia, Ignacio Padilla, Cristina Rivera Garza, Daniel Téllez y Juan Villoro. A la par, ha realizado una labor de investigación y divulgación de la obra de pintores como Raúl Anguiano, Francisco Goitia, Roberto Mamani Mamani y Sergio Ricaño.
Sus principales líneas de investigación han sido la narrativa de los escritores de la Generación de Medio Siglo de México, el grotesco como categoría estética (aplicado principalmente al análisis de literatura mexicana de los siglos XX y XXI) y la obra de la escritora Amparo Dávila y del pintor Francisco Goitia.

## Obra publicada
- Una representación polifónica de la Generación de Medio Siglo (México: Editorial Libermex, 2023) (ensayo)
- roja. (México: Libros del Marqués/Patronato de Escritores Contemporáneos, 2019) (cuento)
- Viaje por los viajes o Historia de amor entre Maniquí y Rey feo (México: Talleres de Arte Contemporáneo/Libros del Marqués, 2018, con prólogo de Ana Clavel) (cuentofoto)
- Cotard: el secuestrador. (Fragmentos de una novela) (México: Libros del Marqués, 2017)
- La nariz de Gogol (México: Universidad Autónoma Metropolitana-Iztapalapa, 2015, con ilustraciones de Sergio Ricaño) (cuento infantil)
- La Virgen del Internet (México: Tintanueva ediciones, 2014) (novela)
- Cuando estés en el cielo... (México: Tintanueva ediciones, 2013) (cuento)
- Voces en espiral. Entrevistas con escritores mexicanos contemporáneos (México: Universidad Veracruzana, 2009, con prólogo de Laura Cázares Hernández) (entrevista)

## Obra publicada en coautoría
- Letras y voces 1 (México: Ediciones SM, 2012) (libro de texto de Español para primero de secundaria aprobado por la SEP).

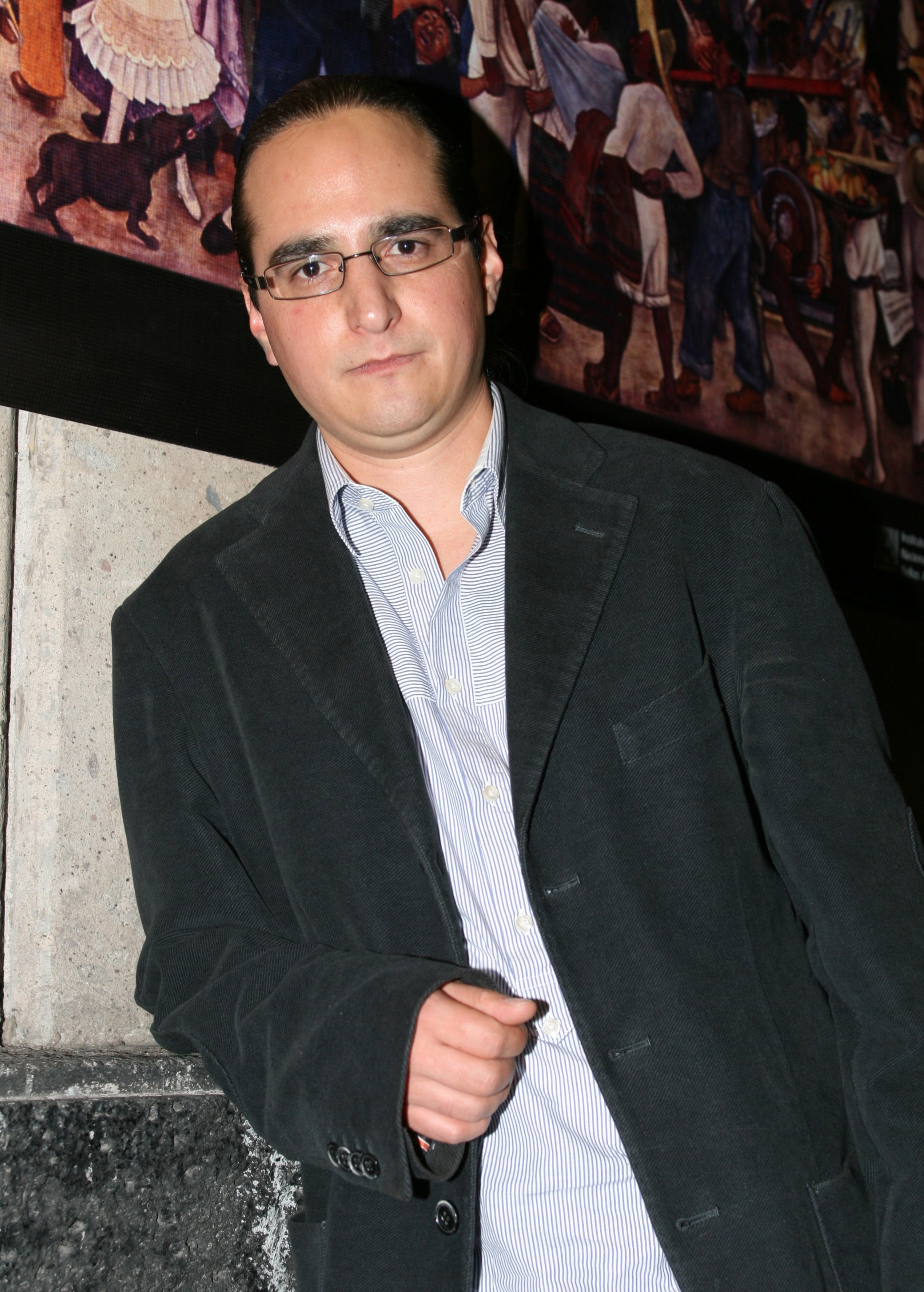
Foto de Elena Juárez / Coordinación Nacional de Literatura-INBA

- Letras y voces 2 (México: Ediciones SM, 2013) (libro de texto de Español para segundo de secundaria aprobado por la SEP).
- Letras y voces 3 (México: Ediciones SM, 2014) (libro de texto de Español para tercero de secundaria aprobado por la SEP).

## Premios y reconocimientos
- Mención honorífica en el Concurso 47 de Punto de partida de la UNAM por el cuento “Rota” (2016)
- Premio Nacional de Novela Tintanueva 2014 por La Virgen del Internet''
- Finalista del 8.º Premio Nacional de Cuento Tintanueva 2013

## Opiniones de la crítica sobre la obra de Jorge Luis Herrera
Sobre roja.
“Los diecisiete cuentos de roja. ofrecen la posibilidad de ser leídos en múltiples estratos; por ejemplo, la psicología de los personajes, la sociología de la violencia, la descripción del hecho criminal en su desplegado de detalles. Sin embargo, como lo indica su advertencia, roja. no es un libro para cualquiera; se necesita tener gusto por el humor negro, disfrutar la ironía, conocer el lenguaje soez y el doble sentido, y, sobre todo, recordar que la obra de Jorge Luis Herrera es apta para lectores con un criterio, si no amplio, por lo menos parcialmente libre de prejuicios”.

Adriana Haro-Luviano de Rall (La santa crítica)

Sobre Viaje por los viajes o Historia de amor entre Maniquí y Rey feo
“Un cuentista, novelista, académico puede ser también fotógrafo amateur de sus viajes personales. En todas sus facetas esgrime la pasión por acceder a estados de belleza, conciencia, verdad estética. Sabe, con Paul Valéry, que no hay nada más profundo que la piel. Entonces en sus escritos y en sus fotografías intenta rasgar el velo para develar la epifanía, el estado de gracia fulgurante y revelador. Así, el escritor Jorge Luis Herrera, que ha ido perfeccionando el instrumento del lenguaje verbal con los años, descubre que tras décadas de travesías por el mundo cuenta con miles de imágenes fotografiadas. Se enfrenta a ellas como a un mapamundi colorido y diverso que reclama un orden y una narrativa. De entre muchas, escoge medio centenar por el equilibrio entre sugerencia y belleza implosiva. […] Encontrar los hilos secretos que pueden entramarse de una a otra fotografía es el trabajo que se impuso el escritor frente al mapamundi-rompecabezas de un divertimento que más tarde definiría como ‘cuentofoto’”.
Ana Clavel (“Imágenes que son palabras… que son labios que florecen”)

“Viaje por los viajes o Historia de amor entre Maniquí y Rey feo, de Jorge Luis Herrera, es un pequeño libro que, al abrirse —cual umbral a otro universo— se expande en cada página, para entregarnos un caleidoscopio de imágenes, sensaciones e historias.
Los sitios marcados en el mapa viajero de Jorge Luis Herrera  —que encontramos cuidadosamente señalados al final del libro: Argentina, Bolivia, Canadá, Chile, Marruecos, México, España, Estados Unidos, Países Bajos, Perú, Polonia, Rusia— resultan infructuosos puntos de referencia para orientarnos. Las imágenes fotográficas y el relato que conviven en las páginas de este libro trazan sendas que se entrecruzan, corren paralelas o se elijan entre sí. El destino que elijamos en cada exploración del libro dependerá de nuestras decisiones, porque este ‘cuentofoto’, según logra apresarlo su autor en un término, se puede mirar y leer, leer y mirar, solo mirar y solo leer. O podemos abrir una hoja al azar y buscar la alquimia que se genera en la interacción de texto e imagen. Las reglas de este juego exigen al lector/espectador que ejerza su propia libertad creativa y permita —se permita— lo inesperado. También es posible encontrar en este libro una oportunidad para rebelarse frente a las anquilosadas jerarquías que supeditan la imagen al texto. Cada lenguaje tiene una riqueza expresiva propia, que se potencia cuando se encuentran en una misma página”.
Itzel Rodríguez Mortellaro (La Palabra y el Hombre)

Sobre Cotard: el secuestrador. (Fragmentos de una novela)
“La soledad es un tatuaje de penuria y marca el destino de los hombres. La nada es un cielo de dudas y se transforma en pensamiento. Los celos son navaja del horror y despedazan la ternura. Desolación y vacío, ceguera y ausencia. En este libro la angustia no toca la puerta, porque la puerta no existe.
Jorge Luis Herrera entrega en esta obra un muerto despierto, un cadáver con gestos diversos en su descomposición y con huellas de otros cuerpos, espacios y olores. Sus narraciones son delirio, pesadilla, soliloquio enfermo y frialdad de rostro en la bruma. En los escasos y extraños  personajes que recorren las estancias de la vacilación y la muerte —una monja condenada, un miserable en espera de la muerte, un sepulturero, un hombre degradado...— advertimos el ánimo del demente; se complementan estos seres con presencias difusas, sombras de asesinos, masoquistas y murciélagos, para conformar una galería donde los sentimientos pierden el rostro en los espejos, la luz y la ceguera se conectan con el dolor y la nada duele más que un golpe.
Cotard: el secuestrador. (Fragmentos de una novela) es una apuesta por la disección de un cuerpo gélido, de nostalgia, asfixia y odio; en sus páginas no hay amor ni esperanza, solo retazos de amargura, historias tristes, divagaciones en torno al abismo existencial y un espejo brumoso, sucio, doliente, donde se miran las sombras y se revela la crisis de ansiedad de estas páginas. Libro que combina la narración con el apunte salvaje, despliega en sus páginas un gruñido lascivo, una sentencia violenta, las piezas de un rompecabezas cruel, imagen viva de dolor y resentimiento”.
César Arístides

“Cuándo se entra en esa frontera donde es posible traspasar o detenerse, ocultarse o mostrarse. Cuándo se sospecha que algo está sucediendo en la escritura más allá de uno mismo y ese uno se descubre desnudo en la escritura, fragmentado, desraizado, en un árbol no adentro del pensamiento sino en el de las figuraciones del afuera de las palabras. En Cotard: el secuestrador. (Fragmentos de una novela) de Jorge Luis Herrera, ese uno son múltiples seres que andan en lo intangible, deambulan en lo irrecuperable y son aptos para habitar en el vacío, la nada, la desolación. Para ser transformados en palabras cargadas de pesadumbre, estos seres extraños y escasos vierten recuerdos plagados de esa materia extraña —soterrada y profunda, anota Ricardo Garibay— llamada melancolía. ‘Un puro dolor y punto’ a lo largo de las cinco estaciones del libro: ‘Incertidumbre’, ‘Para el olvido (remembranzas de ayer y de antier)’, ‘Digresiones’, ‘Fábulas de la infancia’, ‘Precipicio’ y el Epílogo titulado ‘El cínico’. En esa última estancia, la voz narrativa, diseminada entre soliloquios y delirantes fragmentaciones lastimosas a lo largo de la novela, advierte: ‘El Cínico estaba tan acostumbrado a mentir que mentía cuando incluso suponía que estaba diciendo la verdad (por ello siempre quiso ser escritor)’”.
Daniel Téllez (Siempre!)

“En Cotard: el secuestrador. (Fragmentos de una novela) sobresale el relato “Sor Teresita del Niño Jesús López: la hermana”, que constituye un  atrevido  y  logrado  homenaje  al  escritor  Alejo  Carpentier,  específicamente a uno de sus textos de mayor virtuosismo en el tratamiento del tiempo diegético: “Viaje a la semilla”. En su obra, Jorge Luis  Herrera  consigue  una  homología  entre  la  inversión  temporal del relato y la sucesión de malentendidos a la que se reduce el destino  de  la  pasiva  protagonista” (143).
Osmar Sánchez Aguilera (La Colmena)

“Jorge Luis Herrera consigue comunicar lo que es casi incomunicable: el intento de realización a partir de la reflexión creativa alrededor de la condición esencialmente humana. Tarea lograda con creces, pues toda la obra está impregnada de agudeza, inteligencia, manejo preciso del lenguaje, guiños e invitaciones a apostarle una y otra vez a la literatura. Cabe destacar el preciso empleo del humor: ácido, negro, involuntario, mordaz, siempre acertado”.
Sandra Raquel Martinelli (La Santa Crítica)

Sobre La Virgen del Internet
“L@ Virgen del Internet tiene un detonador narrativo propio también de la generación de los narradores mexicanos nacidos en los setenta: la ya aludida presencia de la web, a través de la cual se desliza un reconocimiento a los escritores del boom latinoamericano y su propuesta en torno a la convivencia de lo extraordinario, o mágico, o insólito, con la realidad de todos los días, convirtiendo a algunos de los herederos de éstos en representantes de un realismo maravilloso cibernético”.
Alfredo Pavón (La Palabra y el Hombre)
“Haré hincapié en un aspecto que desde mi perspectiva es fundamental: la certeza de estar ante un libro ampliamente disfrutable, cuya prosa ágil parece querer distraer al lector de los muchos pensamientos y dudas que lo asaltan”.
Raquel Mosqueda-Rivera (La Colmena)
“L@ Virgen del Internet es una novela extraña, muy singular, en la narrativa mexicana contemporánea. Con referencias a fuentes culturales tan distantes y encontradas como San Juan y Peter Greenaway, su propuesta narrativa tiene las virtudes de la amenidad, la fluidez y el espíritu de ligereza. En 2014 recibió el Premio Nacional de Novela Tinta Nueva”.
Héctor Orestes Aguilar
“En L@ Virgen del Internet, Jorge Luis Herrera toca un tema íntimo, medular y lo desarrolla con rapidez y cautela. Sobresale su ingenio para mantener la consistencia de su estilo durante el pulcro manejo de la sátira y la ironía. Estas hijas predilectas del humor negro surgen una y otra vez en la prosa de Herrera”.
Adriana Haro-Luviano (Barca de palabras)
“Es poco común que devore un libro en casi una sentada, como fue el caso de La Virgen del Internet, una novela escrita por Jorge Luis Herrera y recién publicada. La trama es simple, pero seductora”.
Homero Adame

Sobre La nariz de Gogol
“Una reescritura de Gogol que le rinde homenaje al citarlo dentro del texto con letra cursiva, no sólo para ser distinguida su escritura de la de Jorge Luis Herrera, sino también para materializar el diálogo que se establece con las obras originales ["La nariz" y "Diario de un loco"], haciendo cómplice al novel lector de una conversación literaria, casi como un guiño que reconoce a su lector como alguien que todavía tiene la capacidad de acceder al lenguaje de lo posible. Un juego que, no tengo duda, le hubiera fascinado a Gogol”.
Laura Hernández M. (Cuadernos fronterizos)

“La nariz de Gogol le exigió a Jorge Luis Herrera, en su afán por llevar a los alumnos de enseñanza básica y media a la lectura literaria, un fino trabajo de intertextualidad entre los cuentos ‘La nariz’ y ‘Diario de un loco’ de Nicolás Gogol”
Alfredo Pavón (La Palabra y el Hombre)

Sobre Voces en espiral. Entrevistas con escritores mexicanos contemporáneos
“La convicción de que ‘la escritura es un proceso de producción de lo real’ lleva a los escritores a decir una verdad improbable y mágica, los acerca al límite y a su vez al encuentro con la palabra tan buscada. Y es posible saber de este hallazgo gracias a las entrevistas de Voces en espiral, pues en cada afirmación, en cada duda y cuestionamiento, el escritor, tan voraz e indefenso, deja ver desde la ventana literaria, su gesto asustado o indolente”.
César Arístides (Siempre!)
“Jorge Luis incita a lecturas oblicuas que conducen a otras formas de interpretar los mismos textos literarios. En mi caso, me indujo a estructurar un fresco en donde los autores se ubican según su relación con la realidad y la ﬁcción, de acuerdo con la forma de concebir las historias y plantear sus preocupaciones sobre el lenguaje y sus estructuras”.
Maricruz Castro Ricalde (La Palabra y el Hombre)

“Con una original autoentrevista, a manera de prólogo, Jorge Luis Herrera nos introduce a su conjunto de entrevistas a escritoras y escritores mexicanos. De esa manera, dándole nueva forma de expresión a los usuales prólogos de los libros, nos define lo que entiende por entrevista; definición de la que resalto su propuesta de ‘diálogo amistoso’, con la cual se permite diferir de Emmanuel Carballo, gran entrevistador, para quien resulta en parte ‘un combate cuerpo a cuerpo’, y también de las usuales definiciones de diccionario que reducen al entrevistador al papel de receptor y de medio de transmisión de las opiniones e ideas de personas ilustres y prestigiosas.
	[…] Adquiere así su justo valor este tipo de indagación que con frecuencia se realiza con bastante superficialidad y, por lo mismo, se considera de poca importancia.
	[El orden cronológico de los diálogos] nos permite tener un buen panorama de las maneras de entender la literatura durante la segunda mitad del siglo XX y los inicios del XXI —y al que no accedemos cuando cada entrevista sigue su camino de manera independiente—, a la vez se puede, como Virginia Woolf en su lectura del trabajo de Forster, ‘ver de pasada, que ciertos patrones y ciertas ideas tienden a ser recurrentes en su mentalidad, al margen del periodo al que pertenezcan”.
Laura Cázares Hernández (Presentación de Voces en espiral. Entrevistas con escritores mexicanos contemporáneos)